# Skyrunning
Skyrunning är en typ av terränglöpning där idrottare springer i höga och branta berg.
Sporten styrs av Internationella Skyrunningförbundet (International Skyrunning Federation), bildat 2008, som har världsmästerskap, europamästerskap och världscupserier. Förbundet är fristående från IAAF.
Det finns tre mästerskapsdistanser:
| Distans  | Sträcka    | Minsta höjdskillnad (summa uppförsbackar) |
| -------- | ---------- | ----------------------------------------- |
| Sky      | 20–49 km   | 1300 m                                    |
| Ultra    | 50–99 km   | 3200 m                                    |
| Vertikal | högst 5 km | 1000 m                                    |

Två svenskar har vunnit världsmästerskap:
- Emelie Forsberg, Ultra 2014[2]
- Tove Alexandersson, Sky 2018[3]